# Библиотека Стэнли А. Милнера
Библиотека Стэнли А. Милнера — ведущий филиал публичной библиотеки Эдмонтона (Альберта, Канада). Расположена на южной стороне площади сэра Уинстона Черчилля в центре Эдмонтона, недалеко от мэрии, торгового центра Edmonton City Center, Музыкального центра Фрэнсиса Винспира и театра Цитадель.
В январе 2017 года библиотека закрылась на капитальный ремонт, так как вся структура, кроме основной, была снята и перестроена по архитектурному проекту, аналогичному проекту Художественной галереи Альберты, расположенной в нескольких кварталах отсюда. Его услуги были перемещены во временное помещение на Джаспер-авеню на Энтерпрайз-сквер. Новая библиотека Стэнли А. Милнера вместе с новой детской библиотекой Шелли Милнер открылись 17 сентября 2020 года.
Здание напрямую связано с сетью подземных пешеходных переходов и станцией LRT Эдмонтона. Некоторые автобусные маршруты ETS также обслуживают библиотеку вдоль Харбин-роуд (102 авеню) и 100-стрит. Подземная парковка, которой управляет город, также доступна. 
Библиотека Стэнли А. Милнера также является центром разнообразных услуг. Специализированные лупы, проекционные читальные залы, книги с крупным шрифтом, материалы для Брайля, станции голосового диктовки и специализированные компьютеры доступны в рамках миссии библиотеки по обеспечению доступа к информации для всех. 

## История

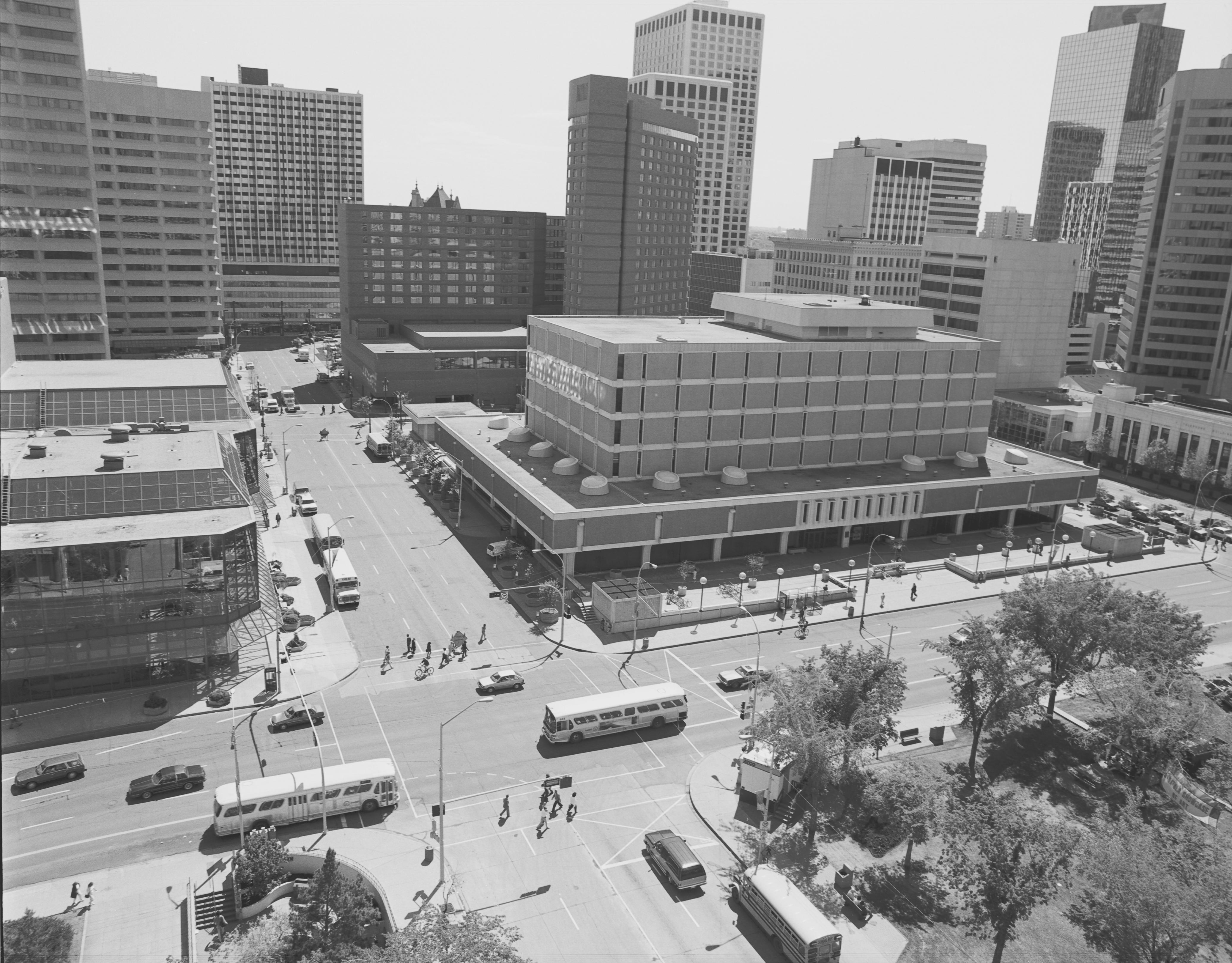
Библиотека Стэнли А. Милнера в 1989 году

Библиотека Стэнли А. Милнера была открыта в 1967 году на южной окраине Черчилль-сквер.
На месте библиотеки с 1900 по 1965 год изначально располагались Рыночная площадь, главная площадь Эдмонтона и городской рынок. Хотя площадь и рынок считались центром встреч горожан Эдмонтона, город хотел создать более специализированный общественный центр.   Город уже построил и переместил мэрию на ее нынешнее место в 1956 году, а вместе с новой художественной галереей, завершенной в 1969 году, библиотека была спроектирована как часть этого нового центра.
Библиотека заменила старую библиотеку в центре города, которая располагалась в двух кварталах к югу от Макдональд-Драйв. Первоначальная библиотека в центре города финансировалась за счет пожертвования Эндрю Карнеги и была завершена в 1923 году (до этого существовала временная библиотека в центре города).  Но  стремительный  рост города в послевоенные годы определил необходимость более крупного здания. Новое здание было спроектировано в стиле брутализма, обычном для многих общественных зданий, построенных в Эдмонтоне в 1960-х годах, и будет стоить около 4 миллионов канадских долларов.
Здание имеет консольный второй уровень над меньшим нижним уровнем, открытые бетонные стены, стеклянные окна, колонны подиума и четырехэтажную башню наверху.
Библиотека открылась  27 мая 1967 года и первоначально была названа «Библиотекой столетия» в честь столетнего юбилея Канады. Небольшую общественную площадь на южной стороне здания библиотеки также называли «Площадью столетия». Первоначальная библиотека в центре города была продана и снесена в 1968 году, чтобы освободить место для телефонной башни правительства Альберты (сегодня Telus Plaza).
Прямое соединение с подземной системой пешеходных переходов Эдмонтона было добавлено в 1978 году, когда было завершено строительство первоначальной линии LRT в центре города. Библиотека соединена со станцией легкого метро Churchill, а также по пешеходной дороге можно добраться до большинства близлежащих зданий центра искусств и гражданского общества. В 1996 году библиотека была официально переименована в «Библиотеку Стэнли А. Милнера» в честь лидера нефтяного бизнеса, филантропа, бывшего члена городского совета и бывшего председателя совета библиотеки доктора Стэнли А. Милнера. Первый крупный проект реконструкции библиотеки был завершен в 1998 году, когда был добавлен новый главный вход, выходящий на Черчилль-сквер, а также было выполнено множество обновлений интерьера.
В 2010 году недавно отремонтированная детская библиотека была открыта и названа в честь покойной дочери доктора Милнера Шелли Милнер.
В библиотеке Стэнли А. Милнера имеются несколько конференц-залов и небольшой театр на нижнем уровне, которые использовались для библиотечных программ и  сдаются в аренду. 
Библиотека временно закрыта в январе 2017 года на капитальный ремонт здания. Здание вновь открылось 17 сентября 2020 года.

## Проекты  реконструкции здания библиотеки

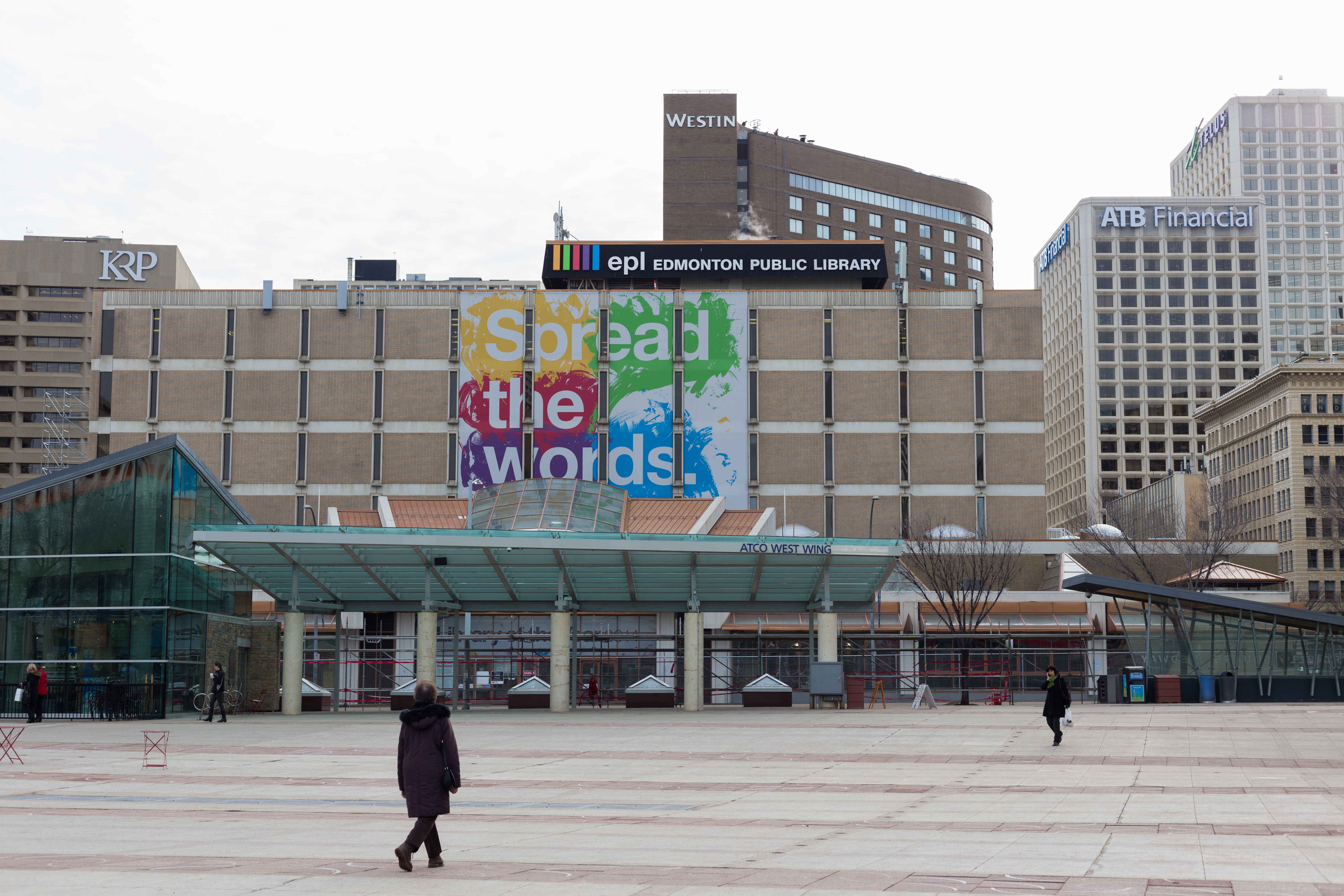
Библиотека Стэнли А. Милнера в 2017 году

Библиотека Стэнли А. Милнера - самая большая и одна из самых загруженных публичных библиотек Эдмонтона . Зданию было уже более 50 лет, и оно уже не полностью удовлетворяет запросы современной библиотеки. Как это часто бывает со многими бруталистскими зданиями Эдмонтона той эпохи, открытый бетон и другие материалы в библиотеке начали разрушаться из-за долгих лет выветривания. Ощутимо старение конструкций  систем жизнеобеспечения: проблемы с вентиляцией и потерь тепла. Кроме того, возникли проблемы с безопасностью в отношении парадного входа в библиотеку, выходящего на Черчилль-сквер. Узкий тротуар и оживленная автобусная остановка прямо у входа на 102 Avenue привели к множеству пробок и проблем с безопасностью.

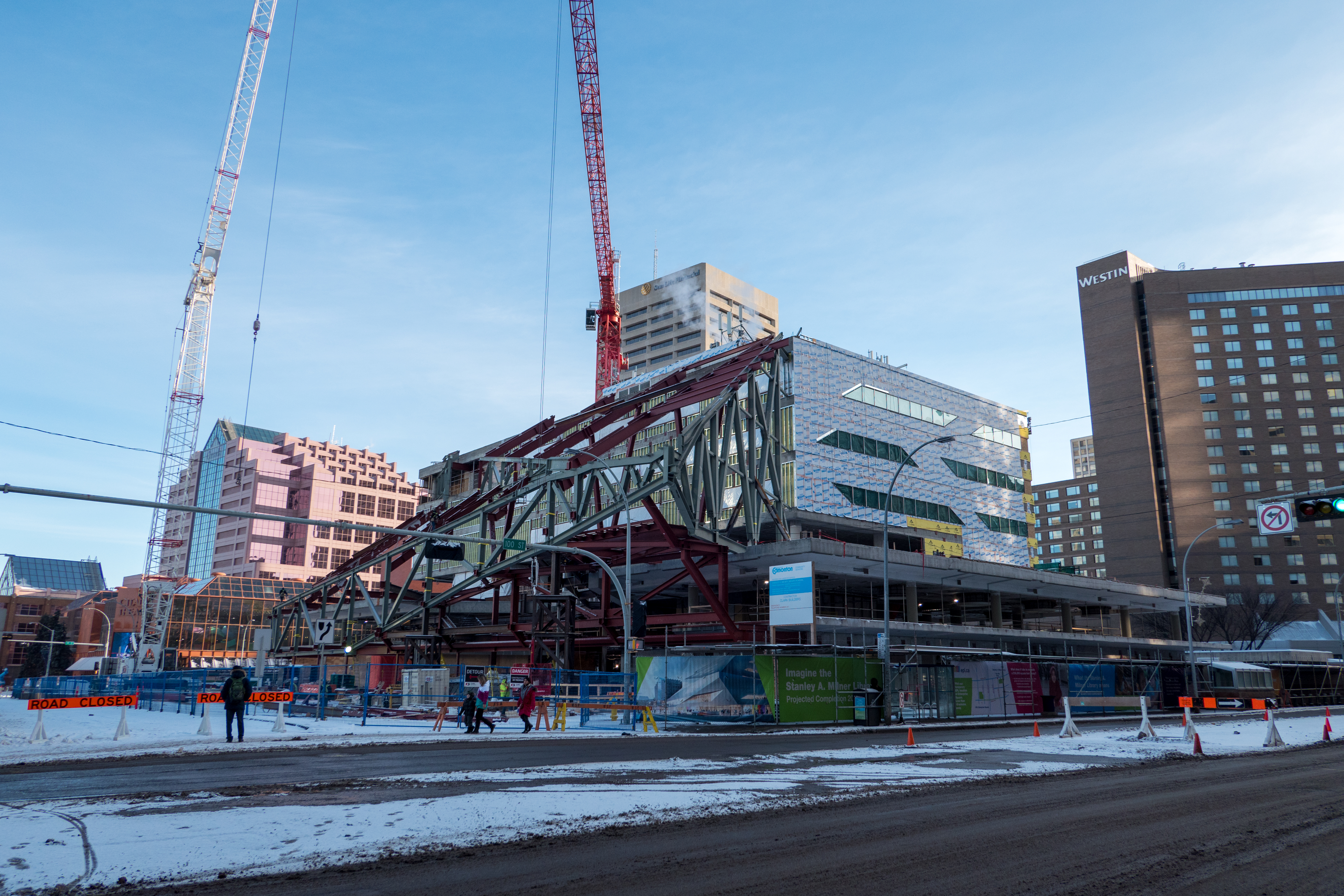
Ремонт и расширение библиотеки в 2018 году

В ответ на эти опасения, растущую стоимость и неэффективность стареющего здания, а также общее несоответствие с другими, более современными зданиями в области гражданского строительства и искусства, город поручил архитектурной фирме Manasc Isaac разработать проект  реконструкции текущего здания.  Проект  включал удаление и замену внешних стен, новый парадный вход и модернизированный интерьер с обновленными механическими системами. Однако первичная структура и планировка здания не изменились. Это обеспечит значительную экономию по сравнению с полной заменой здания, но при этом превратит его в современное энергоэффективное пространство. Строительство началось в январе 2017 года, и ожидается, что библиотека откроется 14 февраля 2020 года; однако эта цель не была достигнута.
Библиотека уже имеет доступ к двум линиям системы LRT от станции Черчилль, а линия Valley Line, строительство которой планируется завершить в 2021 году, будет проходить мимо библиотеки на 102-авеню. Библиотека официально открылась 17 сентября 2020 года.
Будущие разработки в недавно открывшемся филиале Milner Branch включают в себя место проведения второго кубка, обновленный театр Muttart и EPL Kitchen, кулинарный центр площадью 2100 квадратных футов, который предоставит творческие и образовательные возможности, касающиеся здоровья, питания и пищевой грамотности.

## Обслуживание школ
Как часть регионального отделения Эдмонтонской публичной библиотеки, библиотека Стэнли А. Милнера обслуживает следующие близлежащие школы:
- Центральная средняя школа
- Эдмонтонская академия
- Начальная школа Грандин
- Начальная школа Джона А. Макдугалла
- Начальная школа Матери Терезы
- Оливер начальная / неполная средняя школа
- Ривердейл Начальная школа
- Святая Екатерина начальная / неполная средняя школа
- Средняя школа Св. Иосифа
- Школа искусств Виктории